# 27327 Lindaplante
27327 Lindaplante è un asteroide della fascia principale. Scoperto nel 2000, presenta un'orbita caratterizzata da un semiasse maggiore pari a 2,4222709 UA e da un'eccentricità di 0,1838714, inclinata di 1,13456º rispetto all'eclittica.